# Новы-Тарг (гмина)
Гми́на Но́вы-Та́рг (пол. Gmina Nowy Targ)  —  сельская гмина (волость) в Польше, входит как административная единица в Новотаргский повет,  Малопольское воеводство. Население — 21 889 человек (на 2004 год).

## Демография
Данные по переписи 2004 года:
| Перепись                         | Всего   | Всего | Женщины | Женщины | Мужчины | Мужчины |
| -------------------------------- | ------- | ----- | ------- | ------- | ------- | ------- |
| Единицы                          | человек | %     | человек | %       | человек | %       |
| Население                        | 21 889  | 100   | 11 011  | 50,3    | 10 878  | 49,7    |
| Плотность населения (чел./кв.км) | 104,9   | 104,9 | 52,8    | 52,8    | 52,1    | 52,1    |

## Сельские округа
1. Дембно
2. Длугополе
3. Дурштын
4. Гронкув
5. Харклёва
6. Кликушова
7. Кнурув
8. Краушув
9. Кремпахы
10. Лясек
11. Людзмеж
12. Лопушна
13. Моравчина
14. Нова-Бяла
15. Обидова
16. Островско
17. Пызувка
18. Рогозник
19. Шлембарк
20. Труте
21. Ваксмунд

## Соседние гмины
1. Гмина Буковина-Татшаньска
2. Гмина Чарны-Дунаец
3. Гмина Чорштын
4. Гмина Каменица
5. Гмина Лапше-Нижне
6. Гмина Недзведзь
7. Новы-Тарг
8. Гмина Охотница-Дольна
9. Гмина Раба-Выжна
10. Гмина Рабка-Здруй
11. Гмина Шафляры